# Boomi River
Der Boomi River ist ein Flussarm im Norden des australischen Bundesstaates New South Wales.
Er verbindet den Macintyre River mit dem Barwon River, beides Quell- und Nebenflüsse des Darling River.
Der Boomi River entsteht in der Flussaue des Macintyre River an der Grenze zu Queensland nördlich der Siedlung Boomi. Dann fließt er südöstlich des Macintyre River, in etwa  parallel zu diesem, nach Südwesten und stößt nach 231 Kilometern ungefähr 10 Kilometer östlich von Gundablouie auf den Barwon River.
Nördlich von Mungindi verbindet der Gnoura Gnoura Creek bereits den Boomi River mit dem Barwon River. Wichtigster Nebenfluss des Boomi River ist der Whalan Creek, der aus mehreren Bächen im nördlichen New South Wales, südlich von Goondiwindi entsteht.